# Beaupuy, Haute-Garonne
Beaupuy är en kommun i departementet Haute-Garonne i regionen Occitanien i södra Frankrike. Kommunen ligger i kantonen Toulouse 8e Canton som tillhör arrondissementet Toulouse. År 2022 hade Beaupuy 1 225 invånare.

## Befolkningsutveckling
Antalet invånare i kommunen Beaupuy
Referens:INSEE